# Seneca Falls (CDP, New York)
Seneca Falls ist ein Census-designated place in der gleichnamigen Stadt Seneca Falls im Seneca County des US-Bundesstaats New York.

## Geschichte
Im Jahre 1848 wurde dort unter Federführung der Frauenrechtlerin Elizabeth Cady Stanton, die dort mit ihrem Ehemann Henry Brewster Stanton lebte, und ihrer Freundin Lucretia Mott bei einem Frauenrechtskongress die Women’s Right Convention (heute: Seneca Falls Convention) verfasst. Der Kongress und seine Abschlusserklärung gelten als Geburtsstunde der organisierten US-amerikanischen Frauenbewegung.
Am 31. Dezember 2011 wurde die Verwaltung des damaligen Village of Seneca Falls aufgelöst und der Ort damit zu einem Census-designated place abgestuft.

## Aktuelles
Bei der Volkszählung 2020 wurden 6809 Einwohner gezählt.